# Вормсская резня (1096)
Вормсская резня — массовое убийство евреев в немецком городе Вормс в мае 1096 года. Было совершено крестоносцами и жителями города во главе с графом Эмихом.

## Предыстория
Вормсская резня была лишь одним из многих нападений крестоносцев на еврейские общины во время Первого крестового похода. Люди графа Эмиха прибыли в Вормс 18 мая 1096 года. Вскоре в городе пошёл слух, что евреи убили христианина и отравили городские колодцы. Горожане вместе с крестоносцами решили расправиться с еврейским населением Вормса.

## Избиение евреев
Каждый еврей, не успевший спрятаться, был убит. Вормсский князь-епископ Адальберт разрешил евреям укрыться в своём дворце, но через восемь дней толпа ворвалась туда и перебила их.
Было убито примерно 800 евреев, не считая покончивших с собой. Некоторые из них были силой обращены в христианство. Симха бен Ицхак ха-Коэн убил племянника епископа и был убит на месте происшествия. Одной из известнейших жертв Вормсской резни стала Минна Вормсская, убитая за отказ перейти в христианство.